# بايبر بيه إيه-25 باوني
بايبر بيه إيه-25 باوني (بالإنجليزية: Piper PA-25 Pawnee)‏ هي طائرة زراعية أنتجت في 1959 بالولايات المتحدة. من صناعة بايبر للطائرات. كان أول طيران لها في 1957. ومازالت في الخدمة حتى الآن. صنع منها 5167 طائرة. ولا تزال الطائرة تستخدم على نطاق واسع في عمليات الرش الزراعية حتى اليوم.